# Großsteingräber bei Gerbitz
Die Großsteingräber bei Gerbitz waren mehrere jungsteinzeitliche megalithische Grabanlagen unbekannter Zahl in Gerbitz, einem Ortsteil von Nienburg (Saale) im Salzlandkreis, Sachsen-Anhalt. Sie wurden Anfang des 19. Jahrhunderts zerstört.

## Lage
Die Gräber befanden sich nach Christian Keferstein „Ohnweit Gerwitz […] mitten im Felde“. 1,3 km südlich von Gerbitz befindet sich das noch erhaltene Großsteingrab Bierberg.

## Beschreibung
Zur genauen Anzahl sowie zur Form, Größe und Orientierung der Gräber liegen keine Angaben vor. Keferstein erwähnt lediglich mehrere „grosse Haufen mächtiger Steinblöcke“.